# I Can't Read
I Can't Read is een nummer van de Britse band Tin Machine, uitgebracht als het vijfde nummer van hun debuutalbum Tin Machine uit 1989.
Bowie nam een nieuwe versie van het nummer op in 1997 voor de soundtrack van de film The Ice Storm. Deze versie werd uitgebracht als single in Duitsland en Scandinavië in december 1997. In januari 1998 werd het nummer ook uitgebracht in Australië. Verder bleef het nummer drie weken in de Britse Top 200 staan, met nummer 73 als hoogste notering.
Toen Bowie het nummer zong in 1996 noemde hij het "vol met wroeging en pijn. Ik verwacht dat het is wanneer banen fout gaan, en thuis voelt niet echt warm meer, en je hebt niemand nodig - je doet niet eens alsof je iemand nodig hebt - en je belandt in deze staat".

## Tracklijst
- "I Can't Read" geschreven door Bowie en Reeves Gabrels, "I'm Afraid of Americans" geschreven door Bowie, Pat Metheny en Lyle Mays.

1. "I Can't Read (korte versie)" - 4:40
2. "I Can't Read (lange versie)" - 5:30
3. "This Is Not America" - 3:48